# Генріх Глазівець
Генріх Герман Християн Глазівець (7 квітня 1825, Райхенберг, Австрійська імперія — 7 жовтня 1875, Відень) — австрійський хімік. Педагог, професор. Доктор наук.

## Біографія
Син аптекаря. Закінчив Єнський університет, де був учнем Й. В. Деберайнера і М. Шлейдена, в подальшому присвятив себе хімії. З 1849 року — асистент Й. Редтенбахера в Празькому університеті.
У 1848 році отримав диплом магістра фармацевтики, а в наступному році став доктором хімії.
У числі його учнів багато відомих хіміків, зокрема, Карл Етті.

## Наукова діяльність
Видатні роботи Г. Глазівця в області хімії рослинних речовин з дослідження ефірних олій, глюкозидів і алкалоїдів хінної кірки, стали причиною запрошення його на посаду ад'юнкт-професора на кафедрі хімії в Інсбруці. Тут під його веденням була побудована хімічна лабораторія, де він разом зі своїми численними учнями досліджував глюкозиди, смоли, ефірні олії, алкалоїди, сполуки сечовини і її похідних, аналізи різних мінеральних вод. Список робіт Г. Глазівця і його учнів за час до 1867 року займає в «Новинах Берлінського хімічного товариства» кілька сторінок. У 1867 в якості професора зайняв кафедру хімічної технології та сільськогосподарської хімії в віденському політехнікумі (нині Віденський технічний університет), а в 1869 році став завідувачем кафедри загальної та аналітичної хімії в політехнічному інституті, продовжуючи працювати в області хімії в колишньому напрямі. 
У 1870 році перейшов в Віденський університет, в якому і залишався до самої смерті. В останні роки свого життя він звернувся до дослідження білкових речовин і провів багато робіт, які висвітлили цю маловивчену в той час область хімії. У 1872—1873 році — обраний ректором Технічного університету Відня, в 1873 очолив Департамент технічних вишів у Міністерстві освіти Австро-Угорщини. Отримував запрошення зайняти кафедру в багатьох німецьких університетах, але відхиляв їх і навіть не погодився бути заступником знаменитого Ю. фон Лібіха. 
Увійшов в історію за великий внесок у здійснення хімічного аналізу кверцитрину, флороглюцинолу, резорцину і креозоту. Крім хімії, займався також музикою і був відмінним піаністом.